# محمدعلی معین‌السلطنه
حاج میرزا محمدعلی معین‌السلطنه سفرنامه‌نویس ایرانی دورهٔ قاجار بود که سفرنامه‌ای از اروپا و آمریکا نوشته‌است.
وی در ۲۲ رمضان ۱۳۰۹ هجری همراه پدرش حاج آقا محمد معین‌التجار برای درمان بیماری چشم رهسپار وین اتریش شده‌بود و تصمیم گرفت برای شرکت در نمایشگاه مهمی که در ۱۳۱۰/۱۸۹۳م. در شیکاگو برگزار می‌شد عازم آمریکا شود.
این نمایشگاه، نمایشگاه جهانی شیکاگو یا نمایشگاه جهانی کلمبیایی نام داشت و معین‌السلطنه شرح بسیار مفصلی از جزئیات آن را نگاشته‌است.
محمدعلی معین‌السلطنه که اصلیت اصفهانی داشت ولی ساکن رشت بود، در راه سفر خود از راه بندر انزلی راهی روسیه و سپس اتریش شد. از آن‌جا به ایتالیا، فرانسه، انگلستان و ایرلند رفت. سرانجام در ۲۵ ذالقعده ۱۳۱۰ قمری به قصد نیویورک سوار بر کشتی شد. سفر شش‌روزه لیورپول به نیویورک، برای این کشتی به خاطر مه و تلاطم زیاد در اقیانوس، ۹ روز به‌درازا انجامید. 
وی در سفرنامه خود شرح مفصلی از شهرهای نیویورک، فیلادلفیا، واشنگتن، نمایشگاه بین‌الملی شیکاگو، سان‌فرانسیسکو و همچنین آبشار نیاگارا دارد.
معین‌السلطنه سپس از راه اتریش و عشق‌آباد به قوچان و مشهد می‌رسد و پس از ۹ ماه اقامت در مشهد به رشت بازمی‌گردد.